# سر أسياب (ألقورات)
سر أسياب (بالفارسية: سرآسیاب) هي مستوطنة تقع في إيران في قسم ألقورات الريفي. يقدر عدد سكانها بـ 17 نسمة .